# 우 실험

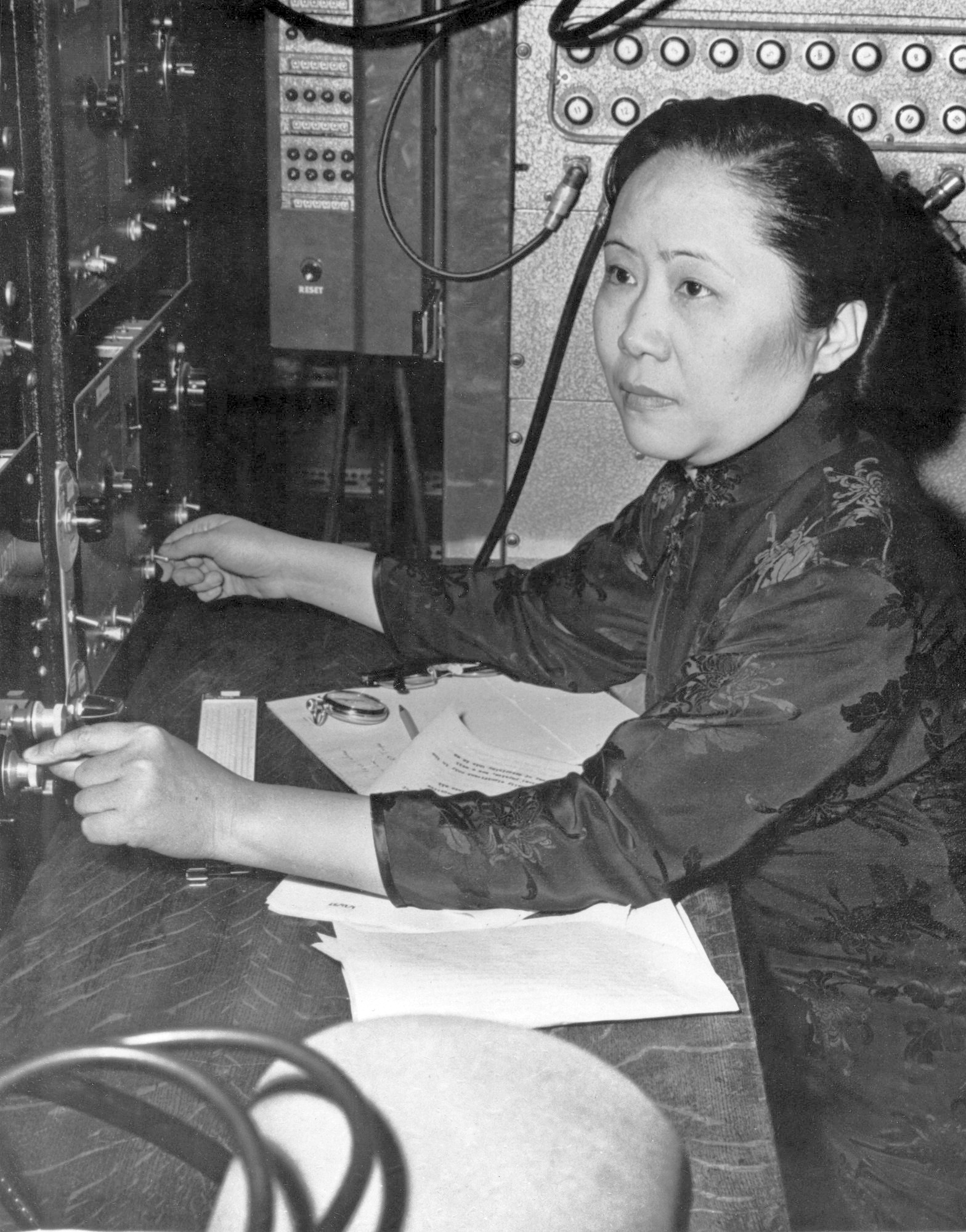
중국계 미국 여성 물리학자 우젠슝은 1956년, 우 실험을 설계하고 패리티 보존 실험에서 팀장을 담당했다.

우 실험(영어: Wu experiment)은 1956년 중국계 미국인 물리학자인 우젠슝이 미국 국립표준기술연구소(당시 미국 국립표준국) 저온실험 그룹과 같이 수행한 입자물리 및 핵물리 실험이다. 우 실험은 기존에 전자기 상호작용과 강한 상호작용에서 확립된 반전성보존(Parity-conservation, P보존)이 약한 상호작용에서도 적용되는지 확인하는 실험이다. 반전성이 보존되면 거울세계(왼쪽이 오른쪽이 되고, 오른쪽이 왼쪽이 되는 거울대칭인 세계)에서의 행동은 온전히 반전되어 우리세계의 거울상처럼 행동한다. 반면에 P보존이 위반되면 그 위반되는 사례를 통해 거울세계와 우리 세계의 거울상을 구분하는 것이 가능하다.
이 실험은 약한 상호작용에서 P보존이 위반(Parity-violation, P위반)된다는 것을 보여 사람의 몸을 통해 정의한 왼쪽과 오른쪽을 인체를 참조하지 않고 조작적으로 정의할 수 있는 방법을 제공했다. 실험의 결과가 나올 때까지 반전성이 자연의 모든 힘에 대하여 대칭이라고 생각했던 물리학계에서는 이 실험의 결과를 전혀 예상치 못했다. 반전성의 비보존 할 수 있다는 생각을 떠올리고 실험을 제안한 이론물리학자 리정다오와 양전닝은 이 실험 결과로 1957년 노벨 물리학상을 받았다. 반전성 위반 발견이라는 큰 역할을 한 우젠슝은 노벨상을 받지는 못했고, 양전닝과 리정다오의 노벨상 수상 연설에서 언급은 되었지만, 1978년에 울프상 물리학상을 첫 번째로 수상할 때까지 영예를 얻지 못했다.

## 역사
1927년, 유진 위그너는 반전성 보존법칙을 공식으로 표현했다. 반전성 보존법칙은 우리 세계와는 거울상처럼, 반전시켜 만든 세계는 왼쪽과 오른쪽이라는 유일한 차이점을 제외하고 똑같은 방식으로 움직일 것이라는 가정이다. 우리 세계에서 시계 방향으로 시계침이 돌아가는 시계를 거울에 반전시켜 만든 경우 시계침이 시계 반대 방향으로 돌아간다는 것이다.
이 법칙은 다른 보존법칙들처럼 물리학자들에게 널리 받아들여졌고, 전자기적 상호작용과 강한 상호작용에서 P보존은 실제로 실험적으로도 검증되었다. 그러나 1950년대 중반에 발견된 케이온과 관련된 특정 붕괴는 P보존이 참이라고 가정했던 기존 이론으로는 설명할 수 없었다. 케이온 붕괴과정은 두 가지가 있는 것 같아 보였는데, 하나는 두 개의 파이온으로 붕괴하는 것이고, 다른 하나는 세 개의 파이온으로 붕괴하는 것이다. 이것은 τ–θ 수수께끼로 알려져 있다.
이론물리학자인 리정다오와 양전닝은 모든 기본 상호작용에서 반전성 보존에 관련한 내용에 대한 문헌검토를 했다. 둘이 내린 결론은 약한 상호작용의 경우 실험 데이터들이 P보존을 확인하지도, 반박하지도 않았다는 것이었다. 그 후 리정다오와 양전닝은 다양한 실험 아이디어들을 가지고 베타붕괴 분광학을 전공하는 우젠슝에게 제안했다. 실험은 코발트-60에서 베타붕괴의 방향성 특성을 실험하는 것으로 결정했다. 우젠슝은 이 획기적인 실험이 가지고 있는 잠재력을 보고선 제네바와 극동으로 떠나는 부부여행도 취소하면서까지 1956년 5월 말에 본격적인 작업을 착수했다. 우젠슝은 이 실험이 물리학계에 거대한 한 방을 터트릴 것이라고 생각했다. 이들의 친한 친구인 파울리를 비롯해 대부분의 물리학자들은 그것이 불가능하다고 생각했고, 더 나아가 이들의 생각에 대해 회의적인 입장을 표명하기도 했다.
우젠슝은 실험을 위해 저온물리학에 많은 노하우를 갖고 있는 Henry Boorse와 Mark W. Zemansky에게 연락을 취했다. 우젠슝은 Boorse와 Zemansky의 제안에 따라 미국 국립표준국의 Ernest Ambler에게 연락하여 1956년 NBS 저온실험실에서 실험을 세팅했다. 수개월간의 노력 끝에 기술적인 어려움을 극복하고 우젠슝 팀은 1956년 12월에 반전성 위반을 나타내는 비대칭성을 발견했다.
우 실험에 아이디어를 준 리정다오와 양전닝은 실험 직후인 1957년 노벨 물리학상을 수상했다. 발견에서 우젠슝의 역할은 수상 연설에서 언급되었지만, 1978년 우젠슝이 울프상 물리학상을 처음으로 수상할 때까지 영예를 얻지 못했다. 우젠슝의 절친인 볼프강 파울리를 비롯하여 리정다오, 양전닝에 이르기까지 많은 사람들이 분노했고, 1988년 노벨상 수상자 잭 스타인버거도 이 사건을 노벨 위원회 역사상 가장 큰 실수라고 규정했다. 우젠슝은 노벨상에 대한 감정을 공개적으로 밝히지는 않았지만, 스타인버거에게 보낸 편지에서 “물론 상만을 위해 연구를 한 것은 아니지만, 어떤 이유가 됐건 내 업적을 훑어봤다는 사실에 아직도 마음이 많이 아프다”고 말했다.

## 이론
특정 상호작용이 반전성 대칭을 갖는다는 것은 왼쪽과 오른쪽이 바뀌어도 상호작용이 바뀌기 전과 똑같이 작용한다는 것을 의미한다. 이를 다른 방법으로 접근해서 반전성에 대해서만 다른 두 세계, 즉 왼쪽과 오른쪽이 바뀌는 "실제" 세계와 "거울" 세계가 있다고 상상해보자. 상호작용이 반전성 대칭인 경우 두 "세계" 모두에서 그 상호작용에 대해서 동일한 결과값을 보여준다.

우 실험은 코발트-60의 붕괴를 관찰하는 것이었다. 코발트-60이 붕괴할 때 생성되는 입자들이 한 방향으로 우선적으로 방출되는지를 살펴보고 이것이 약한 상호작용인지 확인하는 실험이었다. 약한 상호작용이 반전성 보존이라면 붕괴할 때의 방출은 모든 방향에서 동일한 확률로 일어나야 하지만, 그렇지 않다면 반전성 대칭이 위반된 것으로 볼 수 있다. 우젠슝 연구팀은 이에 대해 이렇게 말했다.
우리가 θ와 180°-θ에서의 분포가(여기서 θ는 부모핵의 방향과 전자의 운동량 사이의 각을 말합니다.) 비대칭임을 관측한다면, 그건 두말할 것도 없이 베타붕괴에서 반전성은 보존되지 않는다는 것을 증명한 것이겠죠.

반전성이 붕괴되는 이유는 코발트-60 핵이 스핀을 전달하지만, (각운동량은 축 벡터이므로)그 스핀이 반전성 아래서 방향을 바꾸진 않기 때문이다. 반면에 붕괴할 때 생성되는 입자들이 방출되는 방향은 운동량으로 극 벡터이기 때문에 반전성에 따라 잘 바뀐다. 즉, "실제" 세계에서 코발트-60 핵 스핀과 붕괴된 입자들의 방출이 둘 다 비슷한 방향이라면 "거울" 세계에서는 반대 방향일 것이다. 진행방향은 반전되었을 것이지만 스핀 방향은 그렇지 않았을 것이다.
이것은 두 "세계" 사이의 약한 상호작용 반응에 분명한 차이가 있을 것을 시사하며, 따라서 약한 상호작용은 반전성 대칭이라고 말할 수 없다. 약한 상호작용이 반전성 대칭이 된다고 변호할 수 있는 유일한 방법은 방출 방향이 랜덤하다고 주장하는 것 뿐이다. 방출 방향이 랜덤하면 어쨌거나 양방향으로 똑같은 양을 방출하므로, "거울" 세계에서 방출 방향이 바뀌는게 "실제" 세계와 구분할 수 없기 때문이다.

## 실험

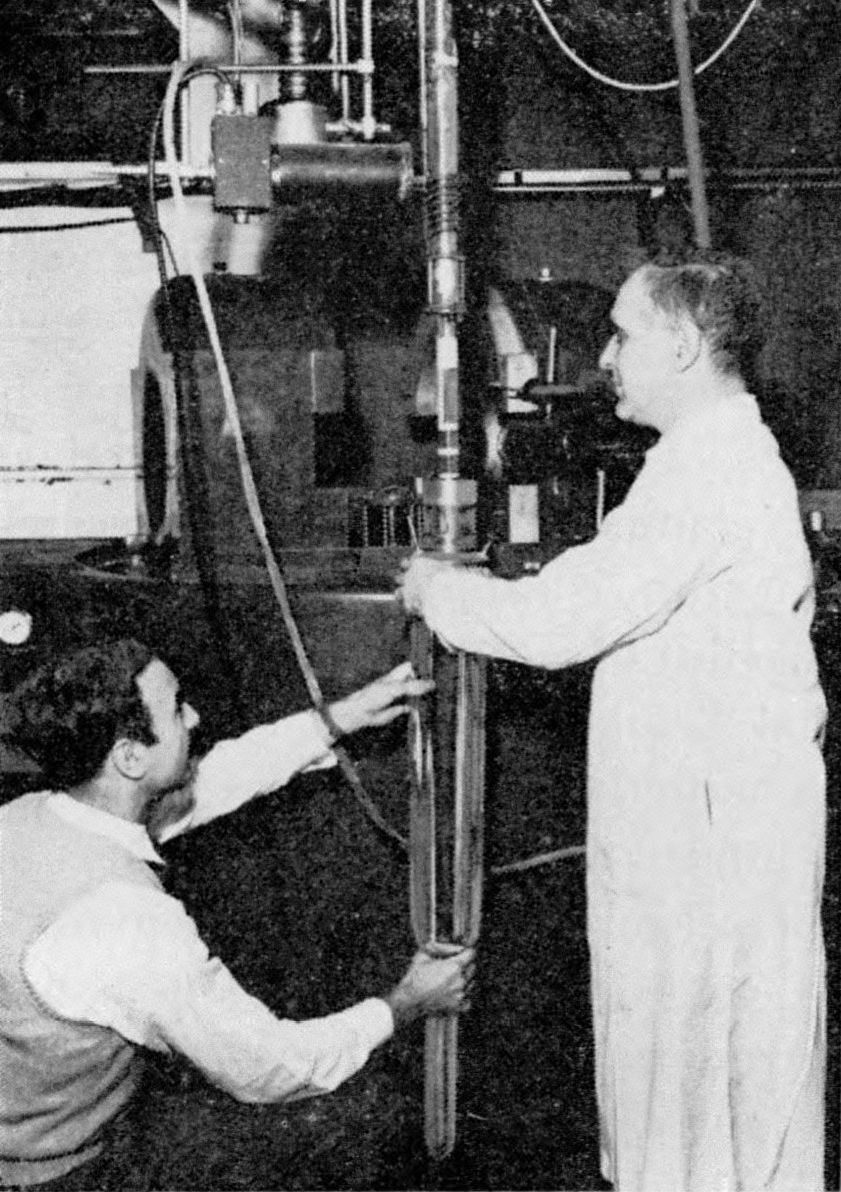
우 실험은 1956년 워싱턴 DC의 미국표준국 저온 실험실에서 수행되었다. 코발트-60과 검출기, 그리고 필드 코일이 포함된 수직 진공 챔버가 배경에 있는 대형 전자석에 삽입되기 전에 듀어(Dewar)에 설치되고 있는 사진이다. 이 과정을 통해 단열 탈자화를 시켜 방사성 동위원소를 절대 영도에 가깝게 냉각시킨다.

실험은 균일한 자기장(polarizing field)에 의해 정렬되고 거의 절대 영도까지 내려 열 운동으로 인한 정렬 흐트러짐이 없는 냉각된 코발트-60(60Co) 원자의 붕괴를 지켜보는 것으로 진행됐다. 코발트-60은 베타 붕괴 과정을 통해 안정적인 동위원소인 니켈-60(60Ni)으로 붕괴되는 불안정한 코발트 동위원소이다. 붕괴 과정에서 코발트-60 핵 내부의 중성자 중 하나가 전자(e−)와 전자 반중성미자(
ν
e)를 방출하여 양성자 로 붕괴된다. 붕괴 과정의 결과로 생성된 니켈 핵은 들뜬 상태로 존재하고, 두 개의 감마선(γ)을 방출하여 즉시 바닥 상태로 안정화된다. 반응의 전체 핵 방정식은 다음과 같다.
{\displaystyle {}_{27}^{60}{\text{Co}}\rightarrow {}_{28}^{60}{\text{Ni}}+e^{-}+{\bar {\nu }}_{e}+2{\gamma }}
감마선은 광자이고, 니켈-60 핵에서 방출되는 감마선은 전자기 상호작용 과정이다. 전자기 상호작용은 반전성을 보존을 하는 것으로 알려져 있으므로 모든 방향으로 거의 동일한 확률로 방출된다(거의 "등방성"으로 분포됨). 따라서 방출된 전자의 분포도 방출된 감마선의 분포와 비교하면 등방성으로 방출되는지 여부를 비교할 수 있다. 즉, 감마선의 분포는 방출된 전자의 분포를 조절하는 역할을 한다. 방출된 감마선의 또 다른 좋은 점은 감마선이 모든 방향으로 완벽하게 균등하게 분포되지 않을 정도(분포의 "이방성")로 사용하면, 코발트-60 핵이 얼마나 잘 정렬되었는지(스핀이 얼마나 잘 정렬되었는지) 확인할 수 있다는 것이다. 코발트-60 핵이 전혀 정렬되지 않으면 전자 방출이 실제로 어떻게 분포되어 있더라도 실험에서는 감지할 수 없다. 정렬되지 않은 핵 샘플이 무작위 방향으로 향할 것으로 생각할 수 있기 때문에, 전자 방출 방향이 무작위가 될 것이고, 각각이 한 쪽 방향으로 전자를 내보내더라도 감지 되는 건 모든 방향에서 동일한 수의 전자들일 것이기 때문이다.
그 후 실험에서는 본질적으로 두 가지 서로 다른 방향에서 감마선과 전자의 방출 비율을 계산하고 그 값을 비교했다. 이 비율은 시간이 그리고 반대 방향으로 지향된 polarizing field에서 시간이 지남에 따라 측정되었다. 전자가 검출된 비율이 감마선이 검출된 비율과 크게 다르지 않다면 반전성이 실제로는 약한 상호작용에서도 보존된다는 증거가 될 수 있었을 것이다. 그러나 검출된 비율이 크게 다르다면 약한 상호작용이 실제로도 반전성 보존을 위반한다는 강력한 증거가 될 것이다.

### 재료와 방법

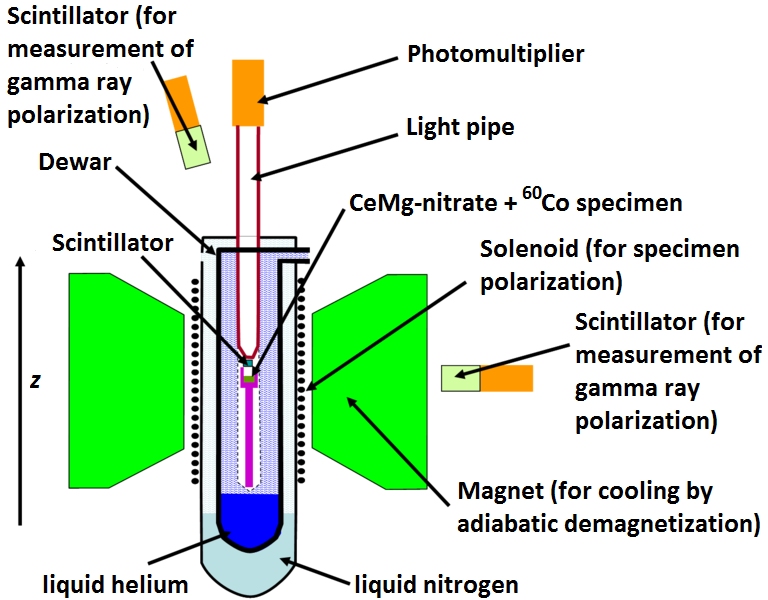
우 실험의 개략도.

이 실험에서의 관건은 60Co 핵에서 가능한 가장 높은 분극(polarization)을 얻는 것이었다. 전자에 비해 핵의 자기 모멘트가 매우 작기 때문에 액체 헬륨 냉각(4.2K)으로 얻을 수 있는 것보다 훨씬 낮은 온도와 강한 자기장이 필요했다. 실험에서는 단열 탈자화를 사용한 자기냉각을 사용하여 저온을 달성했다. 방사성 코발트를 매우 이방적인 Landé g-인자를 갖는 상자성 염인 세륨-마그네슘 질산염 결정 위에 얇은 표면층으로 증착하였다.
염은 높은 g-인자 축을 따라 자화되었고, 저압으로 헬륨을 주입하면서 온도를 1.2K까지 낮췄다. 수평 자기장을 차단하면 온도가 약 0.003K이 감소한다. 수평 자석이 열리면서 수직 솔레노이드가 유도되면서 바뀌고, 코발트 핵을 위쪽이나 아래쪽으로 정렬하는 공간이 생기게 된다. 솔레노이드의 자기장 방향은 낮은 g-인자 방향에 있기 때문에 솔레노이드 자기장에 의한 온도가 무시할 수 있을 정도로만 증가했다. 이 60Co 핵의 높은 분극을 달성하는 방법은 Gorter와 Rose가 먼저 사용한 방법이다.
감마선의 생성은 편광의 척도로서 적도와 극 계수기를 사용하여 지켜봤다. 결정이 따뜻해지고 이방성이 사라지는 동안 감마선 편광을 다음 15분 동안 지속적으로 관찰했다. 마찬가지로 베타선(전자) 방출도 이 시간동안 지속적으로 관찰했다.

### 결과

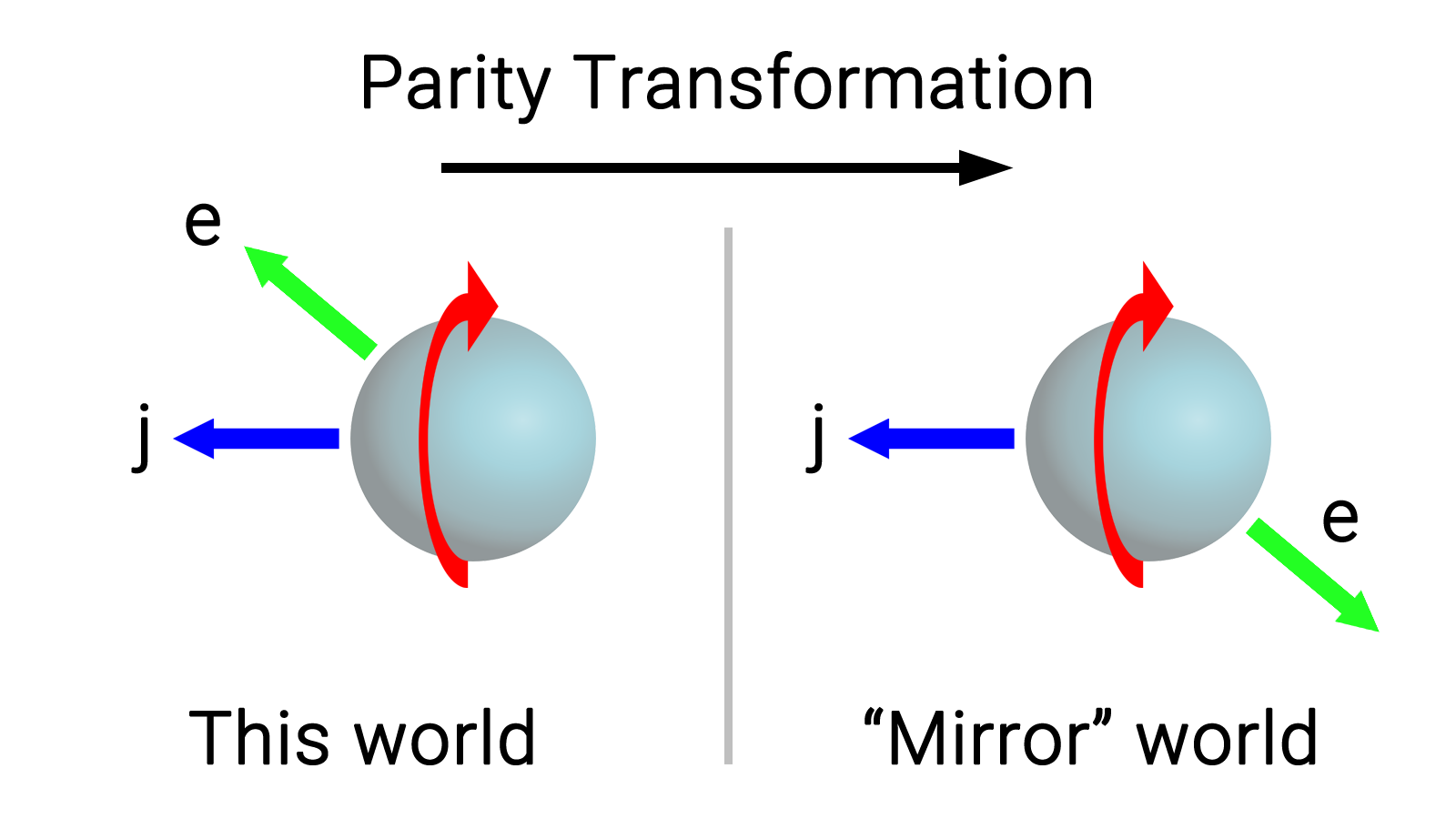
스핀 벡터 j 를 갖는 코발트 원자가 전자 e를 방출하는 우 실험의 결과다.

우젠슝이 수행한 실험에서 감마선 이방성은 약 0.6이었다. 즉, 감마선의 약 60%가 한 방향으로 방출되고, 40%가 다른 방향으로 방출되었다. 베타 붕괴에서 반전성이 보존됐다면 방출된 전자는 핵 스핀에 상관하는 붕괴 방향을 가지지 않았을 것이며 방출 방향의 비대칭성은 감마선 값에 가까웠을 것이다. 그러나 우젠슝은 전자가 감마선 이방성 값보다 훨씬 큰 비대칭성을 갖고 감마선보다 우선적으로 반대 방향으로 방출된다는 사실을 관찰했다. 다시말해 대부분의 전자는 아주 특정적인 붕괴 방향, 특히 핵 스핀의 반대 방향을 선호했다. 관찰된 전자 비대칭성은 polarizing field가 반전될 때 부호가 변하지 않았는데, 이는 비대칭성이 샘플의 잔류 자화로 인해 발생하지 않았음을 의미한다. 나중에 반전성 위반이 사실상 최대치라는 것이 확인되었다.
이 결과는 물리학계를 떠들썩 하게 했다. 그 후 일부 연구자들은 우젠슝 연구팀의 결과를 재현하기 위해 안간힘을 썼고, 다른 연구자들은 결과에 불신한다는 반응을 보였다. 볼프강 파울리는 NBS에서 일했던 Georges M. Temmer에게서 반전성 보존이 더 이상 항상 사실이라고는 가정할 수 없다는 말을 듣고 "그건 말도 안 되는 소리입니다!"라고 외쳤다. Temmer는 실험 결과가 이것이 사실임을 확인시켜 주었고 파울리는 "그럼 다시 실험해봐야겠네요!"라고 퉁명스럽게 대답했다. 1957년 말까지 추가 연구를 통해 우젠슝 연구팀의 원래 결과가 확인되었고 P위반이 확고히 확립되었다.

## 메커니즘 설명

중성자가 보손을 통해 즉시 양성자, 전자, 전자 반중성미자로 붕괴되는 붕괴를 표현한 파인만 다이어그램.

우 실험의 결과는 왼쪽과 오른쪽의 개념을 조작적으로 정의하는 방법을 제공한다. 이는 약한 상호작용의 특성으로 정의하는 것이다. 이전에는 지구상의 과학자들이 새로 발견된 행성의 과학자와 직접 만난 적도 없는 상태에서 소통을 하게 된다면, 각 그룹이 상대 그룹의 왼손잡이인지 오른손 잡이인지를 명확하게 알기는 어려웠을 것이다. 이젠 우 실험을 사용하면 왼쪽과 오른쪽이라는 단어가 무엇을 의미하는지 정확하고 명확하게 외계의 과학자들에게 전달할 수 있다. 우 실험은 마침내 왼쪽과 오른쪽에 대한 명확한 정의를 과학적으로 제시하여 오즈마 문제를 해결했다.
기본 입자 수준에서(오른쪽 파인만 다이어그램에서 설명된 대로) 베타 붕괴는 
W−
보손을 방출하면서 음전하를 띤 입자({\displaystyle -{\frac {1}{3}}e}) 아래 쿼크는 양전하를 띠는 입자({\displaystyle +{\frac {2}{3}}e}) 위 쿼크로 바뀌고, 
W−
 보손은 다시 전자와 전자 반중성미자로 붕괴한다.

d
 → 
u
 + 
e−
 + 
ν
e
쿼크는 왼쪽 성분과 오른쪽 성분이 있다. 시공간을 가로질러 가면서 오른쪽에서 왼쪽으로, 왼쪽에서 오른쪽으로 바꿔 앞뒤로 진동(oscillate)한다. 우 실험의 반전성 위반 증명을 분석하면 아래 쿼크의 왼쪽 성분만 붕괴된다는 것을 이끌어낼 수 있고, 약한 상호작용은 쿼크와 렙톤의 왼쪽 성분(또는 반쿼크와 반렙톤의 오른쪽 성분)만 관련된다. 입자의 오른쪽 부분은 단순하게 약한 상호작용을 느끼는 것이 아니다. 아래 쿼크에 질량이 없다면 진동하지 않을 것이고 오른쪽 부분은 그 자체로 매우 안정적일 것이다. 하지만 아래 쿼크는 질량이 크기 때문에 진동하고 붕괴한다.
결과적으로 {\displaystyle J_{\text{Co}}=5}이므로, 강한 자기장은 {\displaystyle J_{z,{\text{Co}}}=J_{\text{Co}}=+5} 같이 60
27Co
의 핵을 수직으로 분극시킨다. {\displaystyle J_{\text{Ni}}=4}이고 붕괴는 양자적인 각운동량도 보존하므로, {\displaystyle J_{z,{\text{Co}}}=J_{z,{\text{Ni}}}+J_{z,e^{-}}+J_{z,\nu }=+5}, {\displaystyle J_{z,e^{-}}=J_{z,\nu }=+1/2}이다. 따라서 -z 방향으로 베타선이 집중되는 것은 왼손잡이인 쿼크와 전자가 선호하는 방향을 나타낸다.
우 실험이나 골드하버 실험 등의 실험을 통해 질량이 없는 중성미자는 왼손잡이이어야 하고, 질량이 없는 반중성미자는 오른손잡이여야 한다는 것이 확인 되었다. 현재 중성미자는 질량이 작은 것으로 알려져 있기 때문에 오른손잡이 중성미자와 왼손잡이 반중성미자가 존재할 수 있다는 주장이 제기되고 있다. 이 오른손잡이 중성미자는 약한 상호작용의 라그랑지안과 작용하지 않고 중력적으로만 상호작용하여 우주의 암흑물질 중 하나일 수도 있다는 주장이 있다.

## 실험이 학계에 준 영향
이 발견은 입자와 힘의 대칭성과 함께 그 대칭성이 깨질 수 있다는 것을 가정하는 모형인 표준 모형이 만들어지는 토대를 마련했다. 우젠슝의 발견이 널리 보도되면서 핵분열을 발견했었던 독일인 물리학자인 오토 로베르트 프리슈는 프린스턴의 사람들은 우젠슝의 발견이 아인슈타인의 상대성이론에 영감을 준 마이컬슨-몰리 실험 이후 가장 중요하다고 말할 것이라고 했다. 미국대학여성협회(AAUW)에서는 이 발견을 “원자 및 핵물리학의 가장 큰 수수께끼에 대한 해결책”이라고 불렀다. 이 발견은 기존의 다른 세 상호작용 힘과는 다른 약한 상호작용의 특성을 보여주는 것을 넘어서, 결과적으로 전하 켤레-반전성 대칭의 위반인 일반적인 CP 위반을 이끌었다. CP 위반은 연구자들이 물질과 반물질을 구별하고 물질로 가득 찬 우주의 존재를 설명하는 해를 만들 수 있음을 의미한다. 물질은 쌍생성에 의해 모든 물질은 반물질과 동시에 만들어져서 쌍소멸로 같이 사라지는데, 빅뱅우주론에서 지금과 같은 우주가 만들어지려면 물질이 더 우세해야 한다. 대칭성의 결여되는 결과를 가지는 이 실험이 물질-반물질 불균형의 단서를 제공한다. 실험의 바탕이 되었던 약한 상호작용에서의 이론적 업적을 인정받아 리정다오와 양전닝은 1957년에 노벨 물리학상을 수상한다. 노벨상 수상자 압두스 살람은 이 실험이 끼친 영향을 다음과 같이 말하며 더 치켜세웠다.
만약 고전 작가가 왼쪽 눈만 가진 거인(키클롭스)을 쓴 적이 있다면 말입니다. 그 작가는 한쪽 눈만을 가진 거인들에 대해 서술했을 것이고, 그것에 대해 모든 특징들을 저에게 제공했을 겁니다. 하지만 그 작가는 항상 이마 중앙에 외로운 눈만을 강조했겠죠. 제가 보기에 우리가 발견한 것은 우주는 약한 왼쪽 눈의 거인이라는 것입니다.
우젠슝의 발견은 압두스 살람이 증명한 통일된 전약력의 지평을 열었으며, 이 두 기본 상호작용의 통합은 기본 상호작용을 합친다는 이론적인 새로운 모델 제시와 대통일 이론으로 다가가는 발판이 되었다는 점에서 큰 의미를 시사한다.

## 같이 보기
- 마틴 가드너의 《양손잡이 자연세계》: 반전성과 우 실험에 대한 길고 저명한 논의가 담겨져 있다.
- 페르미 상호작용

## 읽을 거리
- Martin, W. C.; Coursey, J.; Dragoset, R. A. (July 1997). “The Fall of Parity”. NIST Physical Measurement Laboratory.